# International Portable Equipment Identity
International Portable Equipment Identity (IPEI) ist eine eindeutige Gerätenummer von DECT-Mobilgeräten in der Telefontechnik.
Die IPEI wird jedem Mobilgerät vom Hersteller zugeteilt und ermöglicht beispielsweise die Sperrung von gestohlenen Geräten. Manche DECT-Basisstationen benötigen die IPEI zur Einbindung des Mobilgerätes in das Funknetz.

## Format
Die binäre IPEI ist 36 Bit lang, davon werden 16 Bit als Herstellerkennung (Equipment Manufacturer’s Code = EMC) und 20 Bit als Herstellerseriennummer (Portable Serial Number = PSN) verwendet.
Die Darstellung der IPEI als Dezimalzahl soll nach ETSI 300 175-6, Annex C folgendermaßen 13-stellig erfolgen: Herstellerkennung (EMC) fünfstellig, Herstellerseriennummer (PSN) siebenstellig und eine einstellige Prüfziffer. Falls erforderlich sind EMC und PSN mit führenden Nullen bis zur vorgegebenen Stellenzahl aufzufüllen. Die Schreibweise erfolgt häufig mit einem Leerzeichen zwischen EMC und PSN. Die Prüfziffer wird ohne Leerzeichen an die PSN gehängt. und nach dem Modulo 11-Verfahren ermittelt.